# The Trip Show
The Trip Show (TTS) és un grup de música català d'estil pop-rock creat l'octubre del 2007 a Badalona i dissolt tres anys després, el novembre del 2010, a la mateixa ciutat del Barcelonès. Està format pel guitarrista i cantant Xavier Cid Majó, el pianista Toni Saigi Martínez, el baixista Daniel Muros Monreal i el bateria Adrià Soldevila Rovira, tots ells fills de la ciutat badalonina. El 28 de gener del 2010, el grup va guanyar el X concurs MUSA al millor grup emergent català, celebrat al Casal de Cultura de Sant Adrià del Besòs.
El grup es va formar l'octubre de 2007 i va iniciar la seva carrera tocant en diversos locals de Badalona, com la JamPep de Sant Josep, el teatre Salesià, el Cor de Marina o Carretera 13 (ara anomenada Estraperlo), però aviat va fer un salt endavant i va poder tocar en sales reconegudes de Barcelona com Mephisto (ara Bóveda), Razzmatazz o Apolo, aquesta darrera formant part de les Nits Sello Movistar. El juny de 2008, TTS va editar el seu primer disc, Situation, enregistrat a Empty Estudios de Sant Adrià del Besòs. Un any després, el juliol de 2009, el grup es va veure immers en una gira per Espanya amb més de 10 concerts realitzats per tot l'Estat.
Un cop finalitzada la primera gira estatal, la banda va presentar la seva segona obra, Premature, gravada, mesclada i masteritzada per Maldita Crisis Sound. Premature va significar un canvi definitiu en l'estil i va facilitar consolidació del grup, amb un teclat solista molt marcat i entrant en gèneres musicals com l'electro i, fins i tot, el funk. El gener del 2010, els esforços fets durant els primers dos anys van ser recompensats i el grup va ser guardonat amb el premi al millor grup del X concurs MUSA 2010 de Sant Adrià del Besòs gràcies a la cançó «Goodbye Letter», senzill de Premature i únic tema amb videoclip oficial, publicat a YouTube el 2 d'abril del 2018, vuit anys després del seu enregistrament.
El juliol del 2010, The Trip Show va realitzar la seva segona i darrera gira espanyola, amb 16 concerts en 31 dies, passant per les ciutats més importants de l'Estat (Saragossa, Bilbao, Sant Sebastià, Ourense, La Corunya, Madrid, Osca…). Durant la fase de composició del tercer disc, el novembre del 2010, el grup va decidir aturar-se de manera indefinida.

## Components
- Xavier Cid: guitarra i veu
- Toni Saigi: teclat i cors
- Dani Muros: baix
- Adrià Soldevila: bateria

## Discografia
- Situation, 2008
- Premature, 2009

## Gires
- The Trip Show on tour, 2009
- TTS on 2our, 2010